# Grasmühle (Fuchstal)
Grasmühle ist ein Ortsteil der Gemeinde Fuchstal im oberbayerischen Landkreis Landsberg am Lech.

## Geografie
Die Einöde liegt etwa drei Kilometer östlich von Asch zwischen dem Ostufer des Lech und der Bundesstraße 17 an einem Fischweiher.
Grasmühle liegt in direkter Umgebung zu Hohenwart, Römerkessel und Lechmühlen an der ehemaligen Via Claudia.

## Geschichte
Grasmühle wird erstmals 1481 als Grasmulin genannt.
Die Einöde gehörte der Reichsritterherrschaftlichen Herrschaft Asch des adeligen Damenstifts St. Stephan in Augsburg, lediglich die hohe Gerichtsbarkeit lag beim kurbayerischen Landgericht Schongau.
Im Jahr 1711 wurde die alte Mühle vom Lech weggerissen und eine Schotterterrasse höher wieder aufgebaut. Sie diente als Mahl- und Sägemühle, 1907 kauften sie Bürger aus Asch und Leeder auf und bauten die Mühle zu einem Elektrizitätswerk um. Der Strom wird seit 1965 an die Lechwerke verkauft.
Bis zum 30. Juni 1972 gehörte die Einöde zur ehemaligen Gemeinde Seestall, die seither mit den ehemaligen Gemeinden Asch (Fuchstal) und Leeder die neu gegründete Gemeinde Fuchstal bildet.